# Juarros de Riomoros
Juarros de Riomoros – gmina w Hiszpanii, w prowincji Segowia, w Kastylii i León, o powierzchni 13,89 km². W 2011 roku gmina liczyła 68 mieszkańców.